# Hartmut Palmer
Hartmut Palmer (* 28. August 1941 in Templin/Uckermark) war von 1968 bis 2015 Journalist und politischer Korrespondent. Er lebt heute als Buchautor in Bonn.

## Leben
Hartmut Palmer besuchte von 1953 bis 1962 das Nicolaus-Cusanus-Gymnasium in Bonn, ging danach als Zeitsoldat (Z 2) für zwei Jahre zur Bundeswehr und studierte anschließend Germanistik und Geschichte an der Universität Bonn. Bereits ab 1965 schrieb er zunächst als freier Mitarbeiter, dann als Lokalreporter für die Bonner Rundschau, dann seit 1968 für den Bonner Lokalteil des Rhein-Sieg-Anzeigers des Kölner Stadtanzeiger, für den er dann unter der Leitung von Hans Werner Kettenbach seit 1969 als politischer Korrespondent in der Bonner Hauptstadtredaktion arbeitete.
Von 1975 bis 1983 war er Bonner Korrespondent der Süddeutschen Zeitung. In dieser Zeit war er für die Berichterstattung über die Bundeswehr zuständig und für die SPD, die damals Regierungspartei war. Im Februar 1976 wirbelte ein von ihm verfasster Artikel über Hintergründe des Lockheed-Skandals viel Staub auf. Palmer berichtete darin über das Tagebuch des einstigen Lockheed-Repräsentanten Ernest F. Hauser, in dem dieser behauptete, sein einstiger Duzfreund, der damalige Verteidigungsminister Franz Josef Strauß, und dessen Partei, die CSU, hätten fette Provisionen für die Anschaffung des Lockheed-Kampfjets Starfighter kassiert.
Strauß schlug empört zurück. In einem Interview warf er Palmer Gangsterjournalismus vor, woraufhin die Chefredaktion der SZ Palmer veranlasste, Verleumdungsklage gegen Strauß einzureichen. Die Klage verlor Palmer.
Nachdem Strauß sich verpflichtet hatte, den Vorwurf des Gangsterjournalismus nicht mehr zu wiederholen, befand das Gericht in München, die Bezeichnung Gangsterjournalismus sei als einmalige Reaktion auf den SZ-Artikel eine zulässige Schmähkritik gewesen. Das Hauser-Tagebuch, über das auch andere Medien berichtet hatten, erwies sich später tatsächlich – jedenfalls in Bezug auf die Strauß-Passagen – als Fälschung. Im Februar 1976 aber war dies noch nicht absehbar. Viele Journalisten solidarisierten sich mit Palmer und protestierten gegen Strauß. Palmer wurde von Werner Höfer in die Fernsehsendung Der Internationale Frühschoppen eingeladen und gefragt, was er zu dem Vorwurf sage, ein Gangsterjournalist zu sein. Zur allgemeinen Erheiterung antwortete er: „Herr Strauß hat Recht. Worüber schreibt ein Lokaljournalist? Über Lokales! Und ein Sportjournalist? Über Sport! Worüber schreibt also ein Gangsterjournalist? Über Gangster.“
Palmer war von Anfang an Mitglied im Hintergrundkreis „Gelbe Karte“, der 1971 von Uwe-Karsten Heye (damals Süddeutsche Zeitung), Helmut Hohrmann (RIAS) und Holger Quiring (dpa) mit linksliberaler Ausrichtung gegründet worden war. Heribert Prantl schrieb in einem Nachruf auf den verstorbenen Kollegen und gemeinsamen Freund Helmut Lölhöffel: „In den Siebzigerjahren bildete er, zusammen mit Hartmut Palmer, die journalistische Speerspitze der wütenden Jungen.“ Wie Lölhöffel war auch Palmer viele Jahre Stammgast in der Bonner Schumannklause, in der damals viele linke Journalisten und Politiker verkehrten. Einer der Wirte dieses Lokals, Friedel Drautzburg, wurde später zusammen mit Harald Grunert als Betreiber der Gaststätte Ständige Vertretung am Berliner Schiffbauerdamm überregional bekannt.
1983 wechselte Palmer in die Hauptstadtredaktion des Nachrichtenmagazins „Der Spiegel“, wo er mit Dirk Koch und Klaus Wirtgen viele innenpolitische Affären und Skandale aufdeckte. Im Sommer 1989, noch vor dem Fall der Mauer, ging er von Bonn nach Berlin, wo er ab dem 1. Januar 1990 von seinem Kollegen Ulrich Schwarz die Ostberliner Redaktionsvertretung übernehmen sollte. Mauerfall und Wiedervereinigung machten diese Planung zunichte. Zunächst betrieb der Spiegel zwar in Ost-Berlin weiter ein Büro, das Palmer leitete.
Zusammen mit seinem Kollegen Steffen Uhlmann war er maßgeblich an der Enttarnung des damaligen Vorsitzenden der Ost-SPD, Ibrahim Böhme, als Stasi-IM beteiligt. Nach Auflösung der Ostberliner Redaktion kehrte Palmer aber wieder zurück in die Bonner Hauptstadtredaktion, die bald nach dem Umzug von Parlament und Regierung nach Berlin 2001 geschlossen wurde. Bis zu seiner Pensionierung im Januar 2007 war Palmer dann als Autor auch in der neuen Berliner Hauptstadt-Redaktion am Pariser Platz tätig. Er wurde im Februar 2007 zusammen mit seinem Kollegen Jürgen Leinemann mit einem großen Redaktionsfest, an dem viele prominente Politiker teilnahmen, in den Ruhestand verabschiedet.
Zunächst arbeitete er als Kommentator für verschiedene Medien weiter. 2010 holte ihn Michael Naumann, der gerade die Chefredaktion des Magazins Cicero übernommen hatte, als seinen Stellvertreter in die Redaktion. Palmer solle nur für drei Monate als sein Stellvertreter aushelfen, sagte Naumann. Aus den drei Monaten wurden fünf Jahre, in denen Palmer als politischer Chefkorrespondent seine vielfältigen journalistischen Erfahrungen einbringen konnte. Im Sommer 2015 hörte er als ständiges Redaktionsmitglied bei Cicero auf. Er lebt und arbeitet seitdem als freiberuflicher Journalist und Autor in Bonn.
Im Februar 2022 erschien sein erster Roman „Verrat am Rhein“ im Gmeiner-Verlag. Er rückt die Geschichte des gescheiterten Misstrauensvotums von 1972 in ein überraschendes neues Licht. Auch sein zweiter Polit-Krimi „Abkassiert – Die tödliche Gier der Cum-Ex-Zocker“, der im September 2023 ebenfalls im Gmeiner Verlag erschien, folgt diesem Muster: Wieder wird eine erfundene Kriminalgeschichte erzählt, die einen realen politischen Hintergrund hat. Und erneut tauchen dabei Personen auf, die es wirklich gab, deren Rolle aber in der Berichterstattung über den Cum-Ex-Skandal bisher übersehen oder bewusst verschwiegen worden waren.

## Ehrungen
- 2004: Egon-Erwin-Kisch-Preis dritter Platz für den Artikel „Schröders Spiel“ den er gemeinsam mit Matthias Geyer, Horand Knaup und Gerd Rosenkranz (Der Spiegel) verfasst hatte.

## Schriften (Auswahl)
- Clara. Texte und Bilder zum Film. „Geliebte Clara“ von Helma Sanders-Brahms Text: Hartmut Palmer Fotos: Konrad Rufus Müller. Henschel-Verlag, 2008, ISBN 978-3-89487-605-0.
- Verrat am Rhein, Kurt Zink und das Misstrauensvotum gegen Willy Brandt. Roman. Gmeiner-Verlag, Meßkirch 2022, ISBN 978-3-8392-0205-0.[8][9][10][11][12]
- Abkassiert – Die tödliche Gier der Cum-Ex-Zocker. Roman. Gmeiner-Verlag, Meßkirch 2023, ISBN 978-3-8392-0449-8.[13]

### Buchbeiträge u. a.
- als Hrsg.: Die Verdächtigung oder Wie aus Nachdenken Verrat und aus Personen Spione gemacht werden. (= Rororo. 4343). 1978, ISBN 3-499-14343-7.
- Carola Stern (Hrsg.): Wer schweigt, wird mitschuldig. Amnesty International. Fischer Taschenbuch, 1981, ISBN 3-596-23439-5.
- Günter Grass, Daniela Dahn, Johano Strasser (Hrsg.): In einem reichen Land. Steidl Verlag, 2002, ISBN 3-88243-841-X.
- Georg Bönisch, Klaus Wiegrefe (Hrsg.): ie 50er Jahre – Vom Trümmerland zum Wirtschaftswunder. Deutsche Verlags-Anstalt München und Spiegel-Buchverlag, Hamburg 2006, ISBN 3-421-04206-3.
- Konrad Rufus Müller: Licht gestalten. Kehrer-Verlag, 2010, ISBN 978-3-86828-123-1.
- Volker Kauder (Hrsg.): Die Fraktion, Machtzentrum und Fegefeuer. J.H.W. Dietz Nachf., Bonn 2018, ISBN 978-3-8012-0527-0.
- Bodo Hombach (Hrsg.): Heimat und Macht Von Arnold bis Rau, von Clement bis Laschet Eine kurze Landesgeschichte NRWs. Tectum – ein Verlag der Nomos Verlagsgesellschaft, Baden-Baden 2019, ISBN 978-3-8288-4225-0.